# Hitoshi Hase
Hitoshi Hase (en japonés: 長谷等, Hase Hitoshi; 22 de diciembre de 1973) es un deportista japonés que compitió en remo.
Ganó dos medallas en el Campeonato Mundial de Remo, en los años 2000 y 2001, en la prueba de cuatro scull ligero. Participó en dos Juegos Olímpicos de Verano, en los años 1996 y 2000, ocupando el sexto lugar en Sídney 2000, en la prueba de doble scull ligero.

## Palmarés internacional
| Campeonato Mundial | Campeonato Mundial | Campeonato Mundial | Campeonato Mundial  |
| Año                | Lugar              | Medalla            | Prueba              |
| ------------------ | ------------------ | ------------------ | ------------------- |
| 2000               | Zagreb (Croacia)   | Medalla de oro     | Cuatro scull ligero |
| 2001               | Lucerna (Suiza)    | Medalla de bronce  | Cuatro scull ligero |